# هدایت ترک‌اوغلو
هدایت ترک‌اوغلو (به ترکی استانبولی: Hidayet Türkoğlu) در ۱۹ مارس ۱۹۷۹ در قاضی عثمان پاشا در شهر استانبول ترکیه یک بازیکن حرفه‌ای بسکتبال اهل ترکیه بود. او در حال حاضر از بسکتبال خداحافظی کرده است، ترک اوغلو سابقه حضور در لیگ NBA را دارد و برای تیم هایی مانند اورلاندو مجیک، ساکرامنتو کینگز ، لس آنجلس کلیپرز و فینیکس سانز به میدان رفته است.
ترک اوغلو با تیم اورلاندو مجیک در سال ۲۰۰۹ به فینال NBA رسیدند اما در نهایت سری فینال را ۱-۴ به تیم لس آنجلس لیکرز از کنفرانس غرب واگذار کردند. این بازیکن در سال ۲۰۱۰ با تیم ملی بسکتبال ترکیه نایب قهرمان جهان شد.